# Venezolanische Volleyballnationalmannschaft der Frauen
Die venezolanische Volleyballnationalmannschaft der Frauen ist eine Auswahl der besten venezolanischen Volleyballspielerinnen, die die Federación Venezolana de Voleibol bei internationalen Turnieren und Länderspielen repräsentiert.

## Geschichte

### Weltmeisterschaften
Venezuela konnte sich noch nie für eine Volleyball-Weltmeisterschaft qualifizieren.

### Olympische Spiele
2008 in Peking nahm Venezuela erstmals am olympischen Turnier teil, blieb jedoch sieglos und belegte nach dem Aus in der Vorrunde den elften Platz.

### Südamerikameisterschaften
Bei der Südamerikameisterschaft 1969 erreichte Venezuela als Gastgeber den vierten Rang. 1973 wurden Venezuela Fünfter, 1977 und 1979 gab es die Plätze sieben und sechs. Nach dem vierten Rang 1983 wurde Venezuela zwei Jahre später im eigenen Land Dritter und konnte diesen Erfolg beim nächsten Turnier wiederholen. In den folgenden beiden Jahren wurden die venezolanischen Frauen Vierter und Fünfter, ehe sie 1993 wieder auf Rang drei lagen. Es folgten drei vierte Plätze, zuletzt wieder als Gastgeber. 2001 waren sie wieder einen Rang besser, 2003 fehlten sie. 2005 kehrten sie als Vierter zurück, 2007 belegten sie zum fünften Mal den dritten Platz.

### World Cup
Die bisherigen Turniere des World Cup fanden ohne Venezuela statt.

### World Grand Prix
Venezuela war bisher nicht an den Turnieren des World Grand Prix beteiligt.